# No Llegiu
No Llegiu és una llibreria situada al barri del Poblenou de Barcelona.

## Història
Durant els primers anys de la dècada de 2010 va coincidir el tancament de llibreries històriques de Barcelona, com la Robafaves i la Catalònia, amb l'obertura de nous establiments de petit format que tenien la intenció d'aproximar-se al lector, tot cercant l'especialització i incrementant el nombre d'activitats que s'hi realitzaven, convertint-se en projectes culturals. Alguns exemples destacats són] la Llibreria Calders, La Impossible, L'Espolsada o la mateixa No llegiu, que va obrir les portes l'octubre del 2013 en un local de 65 m² al carrer de l'Amistat, 20.
Segons el seu propietari Xavier Vidal, periodista que anteriorment havia treballat a la ràdio i en el sector de la comunicació política i corporativa, el nom es deu al fet que en el món del periodisme «sempre diuen que no posis titulars en negatiu i vaig pensar que una llibreria que es diu Nollegiu és una paradoxa i que això funciona perquè la gent recordarà el nom».
A finals del 2015, la llibreria va realitzar amb èxit una campanya de micromecenatge per a poder cercar un espai més gran, i el gener del 2016 es va traslladar al núm.3 del carrer de Pons i Sobirà, una antiga botiga de moda fundada el 1920 i remodelada a finals dels anys 1970, amb tres pisos i una terrassa. Els llibreters van decidir mantenir part del mobiliari, per fer més evident que conviden als clients a emprovar-se els llibres, abans de comprar-los. Aquest canvi de local els va permetre incrementar el nombre d'activitats culturals, entre les quals destaca la promoció de la poesia.